# الاتو
اِلاتو یک آب‌سنگ حلقوی از سه آبخوست در جزایر کارولین میانی در اقیانوس آرام است. این آب‌سنگ حلقوی، یک منطقه شهرداری در ایالت یاپ، ایالات فدرال میکرونزی نیز هست. آب‌سنگ حلقوی یوریپیک در فاصله نزدیک به ۱۰ کیلومتر (۶٫۲ مایل) باختر آب‌سنگ حلقوی لاموترک قرار دارد. در سال ۲۰۰۰، ۹۶ نفر در مساحت ۰٫۵ کیلومتر مربع (۰٫۱۹ مایل مربع) زندگی می‌کردند.

## جغرافیا
آبخوست الاتو از دو آب‌سنگ حلقوی پدید آمده که شکل آن را مانند عدد هشت "8" در زبان انگلیسی کرده است. درازای کلی آن ۱۴ کیلومتر (۸٫۷ مایل) و پهنای آن ۲ کیلومتر (۱٫۲ مایل) است. بخش شمالی "اِلاتو" نام دارد که از دو تالاب داخلی و سه آبخوست کوچک پدید آمده است. آبخوست الاتو با یک یال نازک به آبخوست جنوبی که «لامولیور» نامیده می‌شود وصل شده است. لامولیور دو آبخوست کوچک دارد. الاتو و لامولیور هر دو بخشی از یک آبکوه هستند. مساحت خشکی کل هر دو بخش، تنها ۰٫۵۲۶ کیلومتر مربع (۰٫۲۰۳ مایل مربع) است. مدیریت آب‌سنگ حلقوی «الیمارائو» بر عهده الاتو است.

## تاریخ
در ۱۸۹۹ امپراتوری استعماری آلمان، بر همه آبخوست‌های جزایر کارولین ادعای مالکیت کرد. پس از جنگ جهانی اول، این آبخوست‌ها به کنترل امپراتوری استعماری ژاپن در آمدند. پس از جنگ جهانی دوم، ایالات متحده آمریکا کنترل این آبخوست‌ها را به عهده گرفت. از ۱۹۴۷ آب‌سنگ حلقوی الاتو به عنوان بخشی از قلمرو تراست جزایر اقیانوس آرام مدیریت شد و در ۱۹۷۹ بخشی از ایالات فدرال میکرونزی شد.